# BRIT Awards 1983
La III edizione dei BRIT Awards si tenne nel 1983 nel Grosvenor Hotel. Lo show venne condotto da Tim Rice.

## Vincitori
- Miglior produttore britannico: Trevor Horn
- Miglior registrazione di musica classica: John Williams - "Portrait"
- Miglior artista internazionale: Kid Creole & The Coconuts
- Best Live Act: U2
- Album con maggiori vendite: Barbra Streisand - "Love Songs" (pubblicato negli Stati Uniti come "Memories")
- Rivelazione britannica: Yazoo
- Cantante femminile britannica: Kim Wilde
- Gruppo britannico: Dire Straits
- Cantante maschile britannico: Paul McCartney
- Singolo britannico: Dexys Midnight Runners - "Come On Eileen"
- Life achievement award: Pete Townshend
- Outstanding contribution: The Beatles
- Special Award: Chris Wright
- The Sony award for technical excellence: Paul McCartney